# Ptychochromis insolitus
Espèce
Statut de conservation UICN

 CR B1ab(i,iii,v)+2ab(i,iiii,v) : 
En danger critique
Ptychochromis insolitus est une espèce de poissons de la famille des Cichlidae. Endémique de Madagascar, son habitat naturel a été détruit et il n'en resterait que quelques spécimens d'aquarium encore en vie. En 2013, le zoo de Londres qui possédait encore des mâles a lancé un appel à tous les aquariophiles dans l'espoir de former quelques couples reproducteurs et tenter de sauver l'espèce en grand danger d'extinction,. À la suite de cet appel, une expédition internationale a découvert une population sauvage dans une rivière presque asséchée. 18 spécimens ont été confiés à une pisciculture malgache, ils constituent les espoirs pour la conservation de l'espèce,.
Son nom vernaculaire est le Joba Mena, qui signifie la « fille rouge » en Malgache.

## Répartition

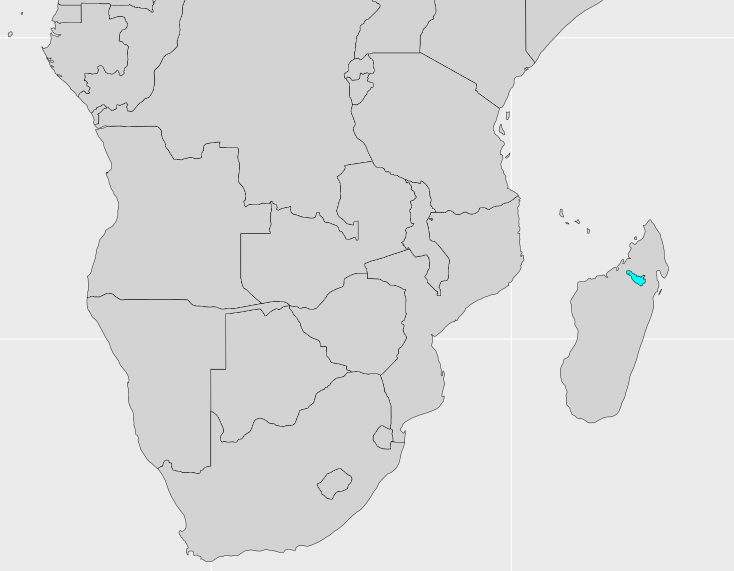
Aire de distribution originelle (en bleu) de P. insolitus à Madagascar d'après l'UICN

Ce taxon est originaire de Madagascar où il n'est connu que des affluents de la rivière Sofia (rivière Amboaboa près de la ville de Marotandrano), un bassin coulant vers l'ouest dans le nord-est de l'île (voir carte).

## Protection
Ptychochromis insolitus qui faisait partie des poissons les plus rares en 2013 a pu, à la suite des actions décrites ci-dessus, et de la mise en place du réseau d'élevage de conservation, améliorer quelque peu son statut. En 2021, tout en restant en danger critique d'extinction au sens de l'UICN, l'espèce n'est plus classée parmi les toutes premières priorités du réseau d'élevage de conservation des espèces de poissons d'eau douce malgaches, ce qu'elle était quelques années auparavant. Une enquête internationale a permis de retrouver dans une rivière de Madagascar une population résiduelle de Joba Mena. Un programme de conservation a alors été mis en place : le programme Fish Net Madagascar.

## Systématique
Le nom valide complet (avec auteur) de ce taxon est Ptychochromis insolitus Stiassny & Sparks, 2006.

## Publication originale
- Stiassny, M. L.; Sparks, J. S. (2006). Phylogeny and Taxonomic Revision of the Endemic Malagasy Genus Ptychochromis (Teleostei: Cichlidae), with the Description of Five New Species and a Diagnosis for Katria, New Genus. American Museum Novitates. 3535(1): 1-55. [1:patrot2.0.co;2 lire]

## Habitat et écologie
L'habitat dans la localité type est principalement constitué de sable et de substrat rocheux. Des bassins plus profonds sont présents dans les zones abritées. L'eau est claire, peu profonde et le courant est rapide.
À la suite de la restriction drastique de son habitat en lien avec la déforestation, cette espèce aurait réussi à trouver l'une des dernières sources d'eau restantes en amont de la rivière Amboaboa pour y vivre, mais le nombre d'individus est faible et l'eau non courante n'est pas un habitat idéal pour eux.